# Resolució 1412 del Consell de Seguretat de les Nacions Unides
La Resolució 1412 del Consell de Seguretat de les Nacions Unides, adoptada per unanimitat el 17 de maig de 2002 després de reafirmar la resolució 864 (1993) i totes les resolucions posteriors sobre Angola, en especial la 1127 (1997), el Consell va suspendre les restriccions de viatge contra els funcionaris d'UNITA al país després de la signatura d'un memoràndum d'entesa entre ells i el govern d'Angola.
El Consell de Seguretat va recordar una declaració del seu president que expressa la seva disposició per modificar o eximir les mesures imposades contra UNITA si s'han realitzat progressos. Acull amb beneplàcit la signatura d'un memoràndum d'entesa entre UNITA i el govern el 4 d'abril de 2002, relatiu al Protocol de Lusaka. A més, es van acollir amb beneplàcit als esforços del govern d'Angola per promoure condicions pacífiques i segures i la reconciliació nacional al país. Es va destacar la implementació dels acords de Pau, el Protocol de Lusaka i les resolucions pertinents del Consell de Seguretat, on es instar UNITA a cooperar plenament amb la desmobilització, la divisió i la reintegració de les seves tropes a la societat civil.
Reconeixent la necessitat que els funcionaris d'UNITA viatgin per avançar en el procés de pau i la reconciliació nacional i actuant en virtut del Capítol VII de la Carta de les Nacions Unides, el Consell va suspendre la prohibició de viatjar contra funcionaris d'UNITA durant 90 dies. La suspensió es revisaria al final del període de 90 dies. Es mantindrien, però, les altres restriccions contra UNITA.